# Andrzej Milanowski
Andrzej Milanowski (zm. 20 czerwca 2021) – polski pediatra, prof. dr hab.

## Życiorys
26 lutego 1999 nadano mu tytuł profesora nauk medycznych. Pracował w Instytucie Matki i Dziecka, oraz w I Katedrze Pediatrii na I Wydziale Lekarskim z Oddziałem Stomatologicznym Akademii Medycznej w Warszawie.
Był skarbnikiem Polskiego Towarzystwa Pediatrycznego i członkiem Komitetu Rozwoju Człowieka PAN.